# A todo dar
A todo dar es una telenovela chilena, de género comedia romántica, dirigida por Herval Abreu, producida por AD Producciones y transmitida por Megavisión desde el 9 de marzo hasta el 10 de septiembre de 1998, como sucesora de Santiago City y siendo reemplazada en marzo del año siguiente por Algo Está Cambiando. Es protagonizada por Alejandro Castillo, Liliana García, María José Prieto y Juan Pablo Bastidas. 
Las locaciones del rodaje se facturaron entre Santiago, Valparaíso y Salvador de Bahía (Brasil). La telenovela contó con un promedio de 18,2 puntos de rating durante su emisión, siendo ampliamente superada por Iorana de TVN. Pese a no liderar, A todo dar causó un hito al superar en el horario a Amándote de Canal 13, dejándola en tercer lugar de audiencia.[cita requerida]

## Argumento
Andrés del Río (Alejandro Castillo) era un hippie responsable que de pronto quedó viudo. Entonces, decidió hacerse cargo de la fortuna de su familia. Consigue mucho dinero y al cabo de cuatro años decide casarse por tercera vez con Oriana (Liliana García).
Esto molesta profundamente a su hija mayor, Maite (María José Prieto), quien no puede soportar que esa mujer reemplace a su madre. Su desprecio hacia Oriana se debe ante todo porque cree que es amante de Sergio (Alex Zisis), el socio de su padre, puesto que los descubrió en una situación comprometedora, aunque al menos por parte de Oriana, nada tenía que ver con la realidad. Maite se rebela contra su familia y escapa a Bahía donde conoce a un grupo de motoristas y se enamora del líder del grupo, Pablo (Juan Pablo Bastidas), esto molesta profundamente a Victoria (Camila Videla), la única mujer del grupo y que en secreto está enamorada del líder del conjunto, por esa razón ella manifiesta su desprecio contra Maite.
Sergio, quien sí desea quedarse con la mujer de su socio, urde un plan y manda a matar a Andrés, y por esa razón y otras más es que este último prohíbe la amistad de su hija Catalina (Araceli Vitta) con Maite. Esto le dejaría el camino despejado para conquistar a Oriana y de paso, apropiarse por completo de las empresas de Andrés. Sin embargo, este último no muere, aunque pierde completamente la memoria a consecuencia del balazo recibido y sin saber cómo, llega a una localidad llamada El Tambo. Allí se convierte en un personaje misterioso conocido por todos como "El Tambito", mientras sus familiares y amigos cercanos lo dan por muerto.
Maite nunca pierde la esperanza de encontrar algún día con vida a su padre e inicia una búsqueda frenética. En su camino conoce a José Miguel (Renato Münster), con quien inicia un romance, esto provocara celos y sospechas de infidelidad por parte de Paula (Berta Lasala), la novia de José Miguel y también, su prometida. Este acercamiento provoca la molestia de Pablo, pero también un dilema amoroso en la mente de Maite, quien deberá decidir entre el corazón del motoquero y el del publicista.

## Elenco
- Alejandro Castillo como Andrés del Río "El Tambito".
- Liliana García como Oriana McLean.
- María José Prieto como Maite del Río.
- Juan Pablo Bastidas como Pablo Contreras.
- Ana María Gazmuri como Debora Falco.
- Alex Zisis como Sergio Balboa.
- Carolina Arregui como Verónica Muñoz.
- Renato Münster como José Miguel Correa.
- Berta Lasala como Paula Echeverría.
- Liliana Ross como Yasna Fuentes.
- Gloria Laso como Susana Flores.
- Rodrigo Bastidas como Ignacio del Río.
- Loreto Araya como Juanita McLean.
- Sebastián Dahm como Fernando Wilson.
- Magdalena Max-Neef como Beatriz de Lors.
- Carlos Díaz como Benjamín Echeverría.
- Araceli Vitta como Catalina Balboa.
- Carlos Concha como Manuel Astorga
- Camila Videla como Victoria.
- José Luis Briceño como Felipe.
- Francisca Hernández como Natividad.
- Marcela Medel como Solange Velásquez.
- Samuel Villarroel como Silvio /David Suárez.
- Violeta Vidaurre como Luz María Sotomayor "Madame Lulú".
- Sergio Gajardo como Abelino Cruz.
- Teresita Reyes como Brígida de Cruz.
- Aníbal Reyna como Fanor Velásquez.
- Coca Rudolphy como Eliana de Velásquez.
- Osvaldo Lagos como René Ruiz-Tagle.
- Pamela Peragallo como Katty Cruz.
- Carlos Embry como Mario Ponce.
- Catherine Mazoyer como Luisa "Lucha" Velásquez.
- Álvaro Espinoza como Pedro Velásquez.
- Catalina Olcay como Loreto Ruiz-Tagle.
- Paola Camaggi como Bárbara Opazo.
- Daniel Alcaíno como Ismael Reyes.
- Macarena Darrigrandi como Macarena Rosales.
- Carlos Valenzuela como Bruno Castro.
- Josefina Velasco como Chela.
- John Knuckey como Juan Troncoso.
- Teresa Münchmeyer como Filomena "Filo".
- Antonella Orsini como Patricia "Patita" del Río.
- Matías Vega como Diego Balboa.
- Camila Téllez como Antonia.
- Matias Pritzke como Rodrigo Vera.
- Belén Alvarado como Camila del Río.

## Participaciones
- Millaray Viera como Maite del Río (Niña).
- Samuel Guajardo como Periodista
- Carlos Martínez como Director del colegio de los niños
- Paloma Aliaga como Soledad "Sole"

## Realizadores
- Presidente AD Producciones: Bertolomé Dezerega
- Director general AD Producciones: Ricardo Miranda
- Productor general AD Producciones: Carlos Humeres
- Autor: Alfredo Rates
- Guion: Alfredo Rates y Pamela Soriano
- Director de telenovela: Herval Abreu
- Productor de telenovela: Cecilia Ramírez

## Banda sonora
1. Pedro Suárez Vértiz - "Me Estoy Enamorando"
2. Jon Secada - "Ángel"
3. Massimo Di Cataldo - "Si Dices Que Te Vas"
4. Emmanuel - "Esta Aventura"
5. Ricardo Arjona - "Quién Diría"
6. Pedro Aznar - "Ya No Hay Forma De Pedir Perdón"
7. Chayanne - "Este Ritmo Se Baila Así"
8. Cristián Castro - "Cuando Me Miras Así"
9. Fey - "La Fuerza Del Destino"
10. Grupo Pandora - "Con tal de Verte Feliz"
11. Roberto Carlos - "Esta Tarde Vi Llover"
12. Desorden Público - "Látex"
13. Miguel Bosé - "Si Esto Es Amor"
14. Franco de Vita - "Como Decirte No"
15. Luis Miguel - "La Puerta"
16. Shakira - "Antología"
17. La Sonora Dinamita - "La Colita"
18. Pablo Herrera - "No Sé Que Hacer Con Ella"